# The Marked Time-Table
The Marked Time-Table è un cortometraggio muto del 1910 diretto da David W. Griffith. Sceneggiato da Frank E. Woods, il film ha come interpreti principali George Nichols e Grace Henderson.

## Trama
Tom Powers, troppo coccolato dalla madre che ha sempre perdonato prima tutte le sue marachelle, poi tutti si suoi sbagli, sta scendendo verso una china pericolosa. Il padre, severo, gli rifiuta del denaro che però Tom ottiene, dietro una falsa promessa, dalla madre. Immediatamente, lo perde tutto giocando d'azzardo. Nel contempo, riceve una lettera da un suo creditore che lo terrorizza con le sue minacce. Tom ritorna a batter cassa dai suoi e la madre cerca di intercedere per lui presso il marito, ma invano. Sapendo che il padre deve partire per un viaggio d'affari nel quale porterà con sé una grossa somma, disperato, Tom decide di travestirsi e di rapinare il suo stesso genitore introducendosi in casa prima della sua partenza. La madre si accorge, senza riconoscere il figlio, che un ladro sta per compiere un furto e nasconde il denaro. Il ladro, però, sveglia il vecchio Powers. Arriva la polizia che arresta il rapinatore. Powers è chiamato a fare la denuncia, ma, dopo aver riconosciuto il figlio, nega che il portafogli sia suo né denuncia l'uomo che dichiara di non conoscere. Sua moglie, poi, gli restituisce il denaro che aveva nascosto e che non è stato rubato. I due coniugi adesso ricevono una lettera di Tom che, pentito, chiede loro perdono, annunciando di voler partire per rifarsi altrove una vita, che promette sarà onesta.

## Produzione
Il film fu prodotto dalla Biograph Company.

## Distribuzione
Distribuito dalla Biograph Company, il film - un cortometraggio in una bobina - uscì nelle sale cinematografiche statunitensi il 23 giugno 1910.